# Chenois
Chenois település Franciaországban, Moselle megyében. Lakosainak száma 80 fő (2022. január 1.). Chenois Baudrecourt, Lesse, Lucy és Vatimont községekkel határos.

## Népesség
A település népességének változása:
| Lakosok száma | 57   | 58   | 66   | 58   | 70   | 73   | 80   | 83   | 82   | 80   |
|               | 1968 | 1982 | 1990 | 2006 | 2013 | 2015 | 2017 | 2019 | 2020 | 2022 |